# Nexus 5

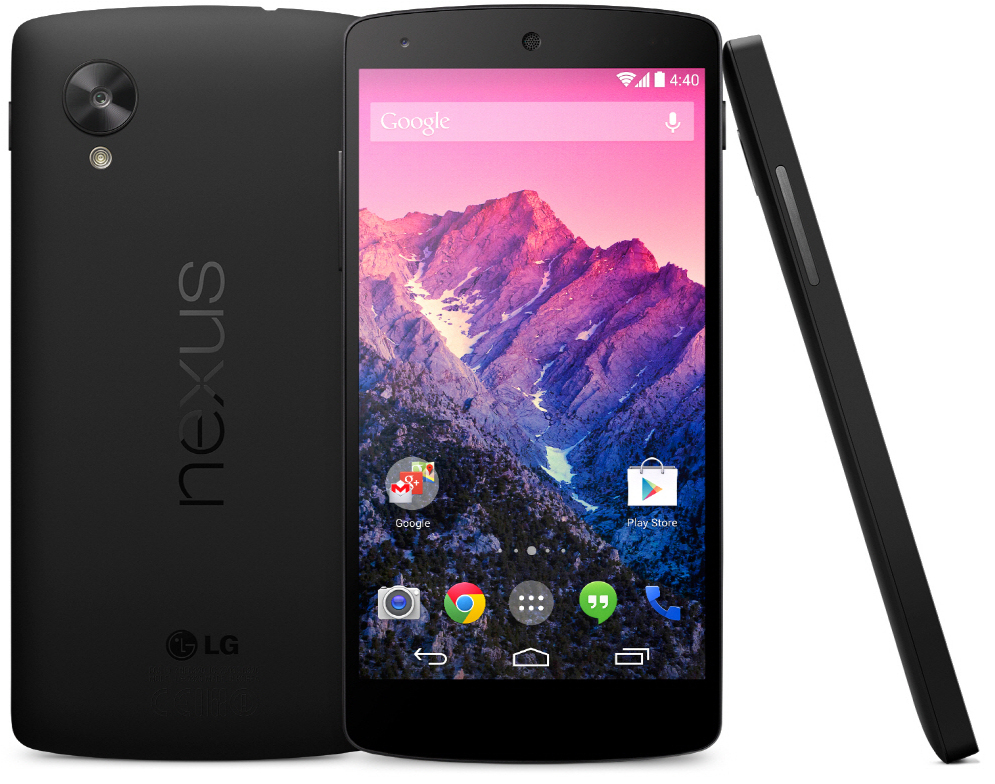
Nexus 5

Il Nexus 5 (codename: Hammerhead) è il quinto smartphone di Google ed è realizzato da LG, preceduto dal Nexus One (HTC), Nexus S, Galaxy Nexus (Samsung) e Nexus 4 (LG). Questo dispositivo non è più ufficialmente in vendita.
Il telefono è stato presentato con Android 4.4 chiamato "KitKat", come lo snack prodotto dalla Nestlé.
Sin dalla presentazione, il 31 ottobre 2013, è stato disponibile in due colorazioni, nera o bianca (quest'ultima da qualcuno scherzosamente soprannominata "panda", perché la fotocamera posteriore nera spicca sul fondo bianco). Le due varianti condividono la parte frontale di colore nero (tranne che per la capsula auricolare, bianca nella versione bianca), ma differiscono, nei bordi e nel retro, per i materiali: la versione nera è realizzata in plastica gommata, quella bianca è in plastica lucida, ed è di colore nero di lato e bianca nel retro.
A partire dal 4 febbraio 2014 è stata aggiunta la colorazione rossa (il retro, la capsula auricolare, e la cornice sono colorate di rosso, mentre la fotocamera è rimasta nera).
Il dispositivo supporta la ricarica wireless.

## Software
Come con i precedenti modelli, il Nexus 5 utilizza il sistema operativo mobile Android, sviluppato da Google. Il Nexus 5 monta la versione 4.4 KitKat del sistema operativo, rispetto al precedente Nexus 4, questo modello presenta una scocca in plastica, recante al centro la scritta "nexus".
Il 5 dicembre successivo al lancio Google distribuisce l'update ad Android KitKat 4.4.1, portando varie migliorie alla fotocamera (come la possibilità di zoomare in modalità HDR+, una velocità di focus maggiore e un miglior bilanciamento del bianco) e un innalzamento del volume della cassa audio di sistema.
Il 9 dicembre è distribuito un ulteriore aggiornamento alla versione 4.4.2.
Il 2 giugno 2014 è stato distribuito un ulteriore aggiornamento alla versione 4.4.3.
Il 20 giugno 2014 è stato distribuito un ulteriore aggiornamento alla versione 4.4.4.
Il 12 novembre 2014 è stato distribuito l'aggiornamento alla versione Android 5.0 Lollipop.
Il 10 marzo 2015 viene distribuita la versione Android Lollipop 5.1 che risolve diversi bug.
In ottobre 2015 viene distribuito l'aggiornamento ad Android 6.0 Marshmallow che aggiunge nuove funzionalità e risolve diversi bug.
Dalla versione 6.0 di Android, per Nexus 5 non vi sono stati altri aggiornamenti, ma dalla community sono state prodotte varie Custom ROM (Quali LineageOS, AEX, Pixel Experience, crDroid) che permettono al dispositivo di arrivare fino alla versione 14 di Android

## Hardware

### Schermo
Lo schermo misura 4,95 pollici e il display a cristalli liquidi IPS Full HD ha una risoluzione di 1920 × 1080 pixel. Il vetro del Nexus 5 è un Corning Gorilla Glass 3, multi-touch (max. 10 tocchi contemporanei) e rivestito di un materiale oleorepellente a prova di impronte. La densità di pixel è di 445 ppi (pixel-per-inch, pixel per pollice). Il Nexus 5 è dotato di un sensore di luce ambientale per regolare la luminosità dello schermo automaticamente. Il Nexus 5 dispone dell'uscita MHL (Mobile High-Definition Link) sulla porta USB che significa che è in grado di trasmettere anche il segnale audio/video HDMI ed è possibile, tramite un apposito cavo o adattatore, trasmettere lo schermo dello smartphone ad un dispositivo video (es.: TV).

### Tasti fisici
Ci sono un totale di due comandi fisici: il bilanciere del volume a sinistra ed il pulsante accensione/stand-by a destra, entrambi realizzati in materiale ceramico.

### Audio
La cassa audio è situata sul bordo inferiore sulla sinistra guardando il dispositivo frontalmente. Nello spazio a destra è presente un microfono. L'audio di Nexus 5 è stato criticato per il fatto di essere troppo basso, ma in seguito, grazie all'update ad Android KitKat 4.4.2 il problema è stato parzialmente risolto.

### Camera
Il Nexus è stato dotato di un sensore posteriore da 8 mpx con stabilizzatore ottico. Supportate le funzionalità rilevazione volti, geotagging, HDR+, Panorama e la nuova funzione Photo Sphere, che permette di creare foto panoramiche a 360°. L'acquisizione video è di 1080p a 30 frame, stabilizzatore video. Per quanto riguarda il sensore anteriore è stata inserita una videocamera da 1,3 mpx. Al momento della commercializzazione la qualità fotografica del Nexus 5 non era eccelsa, ma ciò era dovuto alla implementazione non perfetta del software. Con il successivo update alla versione 4.4.1 di Android vennero risolti i maggiori problemi al comparto fotografico migliorandone di molto le prestazioni e la resa.
Le caratteristiche tecniche della fotocamera posteriore:
- sensore da 8 megapixel Sony IMX179 con tecnologia BSI
- OIS (stabilizzatore ottico d'immagine) InvenSense IDG-2020 con giroscopio a doppio asse
- apertura focale di f/2.53
- flash LED
- funzionalità HDR+
- registrazione video in Full-HD (1080p) a 30fps massimi[5]

### Memoria
Nexus 5 è disponibile in due varianti: 16 GB o 32 GB. I dati vengono memorizzati su una memoria flash integrata e non vi è possibilità di espansione. L'unico modo per "espandere" la memoria è utilizzare servizi di cloud storage quali Google Drive o simili oppure usare via OTG pendrive USB.

### CPU e RAM
Il Nexus 5 è fornito del processore a 32 bit quad core Qualcomm Snapdragon 800 da 2,3 GHz ed è dotato di 2 GB di RAM. Possiede inoltre una GPU Adreno 330 da 450 MHz.

### Batteria
Il telefono monta una batteria ricaricabile ai polimeri di litio da 2300 mAh, integrata nel sistema e non estraibile, ricaricabile tramite USB o alimentatore Qi. I dati forniti da Google per quanto riguarda l'autonomia sono: 300 ore in standby, 17 ore in conversazione su 3G, fino a 7 ore di utilizzo internet sotto 4G e fino a 8,5 ore sotto Wi-Fi.

### Noti difetti Hardware
Il Nexus 5, nei primi 3 mesi circa dall'uscita, aveva 2 difetti. Il primo era l'audio troppo basso, mentre il secondo erano i tasti fisici, dove c’era troppo spazio vuoto tra i tasti, e un altro problema legato sempre ai tasti fisici era che il tasto d’accessione si bloccava all’interno del dispositivo e ciò mandava in boot loop il telefono. Pertanto è stata messa in vendita una nuova versione del telefono con meno spazio tra i tasti e con i fori più larghi e, in più, si è tentato di ovviare il problema con un aggiornamento software.
Nella nuova versione del telefono si ha lo schermo con tonalità tendente al giallino, contro lo schermo tendete all'azzurrino.
Molti dispositivi presentano pixel bruciati e bleeding light.